# Campylostemon
Campylostemon é um género botânico pertencente à família Celastraceae.